# Тисмана
Тисмана (рум. Tismana) је варош у округу Горж у Румунији. Према попису из 2021. године, у њој је живело 6.359 становника.
У Тисмани се налази значајан средњовековни манастир Тисмана чији је ктитор Никодим Тисмански.

## Географија
Тисмана се налази на северозападу округа Горж у југозападној Румунији. Смештена је у долини реке Тисмана у Тисманској депресији на коју се на западу наставља Падешка, а на истоку Пештишанска депресија. Све оне представљају супкарпатске депресије које простиру између Гетског платоа и планине Валкан. Територија вароши се простире од равница код села Челеј висине 190-200 метара, па до планина Годеану чија надморска висина прелази 2.000 метара. Простире се на површини од 29.786,78 хектара што је чини највећом вароши и другом највећом административно-територијалном јединицом по површини у Горжу након општине Падеш.
Границе вароши су следеће:
- на западу − општина Падеш
- на северу − општина Урикани
- на истоку − општина Пештишани
- на југу − општина Годинешти
- на југозападу − варош Баја де Арама и општина Глогова

## Историјски споменици
На територији вароши Тисмана заштићени су следећи историјски споменици:
- Насеље из бронзаног доба у Топештију
- Црква брвнара Рођења Богородице у Горновици из 1764.
- Црква брвнара Светог Андреје у Покруји из 1807.
- Црква Благовештења у Тисмани из 1720.
- Манастир Тисмана
- Комплекс скита Чокловина де Жос у Тисмани (1715)
- Остаци цркве Светог Илије скита Чокловина де Сус из 1714.

### Манастир Тисмана
Неколико километара северно од места, на речици Тисмани окружен густом шумом Думбравом, је румунски православни манастир Тисмана. Манастир је ту основао српски калуђер Св. Никодим Тисмански, након доласка из Србије. Подигао је на том месту храм Успења пресвете Богородице, који је освећен 15. јула 1377. године. Позамашан прилог дао је српски кнез Лазар Хребељановић, велики поштоватељ Никодимов, који га је и послао у мисију у Влашку, да је духовно обнови. Манастир Тисман је постао прва архимандрија у Влашкој, а игуман Никодим архимандрит (претходно 1375). 
Св. Никодим се неколико година подвизавао у једној скривеној пећини. Светац кога Румуни називају "Никодим Побожни", је ту и сахрањен у гробници (гробној крипти у храму) коју је сам за живота изградио. Године 1727. у манастир је јеромонах Србин, Леонтије који учествује у поверљивој мисији у одбрани православља.
То је сада женски манастир, место које масовно посећују поклоници. Али мошти Никодимове су давно склоњене и вероватно изгубљене, јер један од настојатеља није на самрти пренео, где су биле склоњене (од Турака). Сачуван је само светитељев кажипрст десне руке, који се налази у специјалном дрвеном ковчегу.

## Становништво
Према попису из 2021. у вароши Тисмана живело је 6.359 становника што је за 676 мање (-9,61%) у односу на попис из 2011. када је било 7.035 становника. Од укупног броја становника 1.674 (26,32%) живи у самом насељу Тисмана, а остатак у другим насељима вароши. Већинско становништво представљају Румуни који чине 91,76% становништва вароши.
| Етнички састав према попису из 2021.‍ | Етнички састав према попису из 2021.‍ | Етнички састав према попису из 2021.‍ | Етнички састав према попису из 2021.‍ | Етнички састав према попису из 2021.‍ |
| ------------------------------------ | ------------------------------------ | ------------------------------------ | ------------------------------------ | ------------------------------------ |
|                                      |                                      |                                      |                                      |                                      |
| Румуни                               | Румуни                               |                                      | 5.835                                | 91,76%                               |
| Роми                                 | Роми                                 |                                      | 106                                  | 1,67%                                |
| Остали                               | Остали                               |                                      | 3                                    | 0,05%                                |
| Непознато                            | Непознато                            |                                      | 415                                  | 6,53%                                |

### Насеља
Варош Тисмана се састоји из 11 насеља. Највеће и једино насеље са преко хиљаду становника је Тисмана које је и седиште вароши.
| Назив         | Румунски назив | Становништво | Становништво |
| Назив         | Румунски назив | 2011.        | 2021.        |
| ------------- | -------------- | ------------ | ------------ |
| Валчеле       |                | 293          | 291          |
| Ваната        |                | 291          | 242          |
| Горновица     |                | 411          | 391          |
| Исварна       |                | 338          | 296          |
| Костени       |                | 763          | 677          |
| Покруја       |                | 1.085        | 944          |
| Ракоци        |                | 284          | 255          |
| Соходол       |                | 935          | 752          |
| Тисмана       |                | 1.745        | 1.674        |
| Топешти       |                | 316          | 302          |
| Челеј         |                | 574          | 535          |
| Варош Тисмана |                | 7.035        | 6.359        |

### Хронологија
| Година       | 1992 | 1993 | 1994 | 1995 | 1996 | 1997 | 1998 | 1999 | 2000 | 2001 | 2002 | 2003 | 2004 | 2005 | 2006 | 2007 | 2008 | 2009 | 2010 | 2011 | 2012 | 2013 | 2014 | 2015 | 2016 | 2017 |
| ------------ | ---- | ---- | ---- | ---- | ---- | ---- | ---- | ---- | ---- | ---- | ---- | ---- | ---- | ---- | ---- | ---- | ---- | ---- | ---- | ---- | ---- | ---- | ---- | ---- | ---- | ---- |
| Становништво | 8418 | 8401 | 8378 | 8327 | 8302 | 8225 | 8167 | 8104 | 8019 | 7995 | 7890 | 7824 | 7765 | 7707 | 7668 | 7642 | 7614 | 7568 | 7503 | 7476 | 7410 | 7320 | 7209 | 7141 | 7107 | 7034 |